# سندلفون

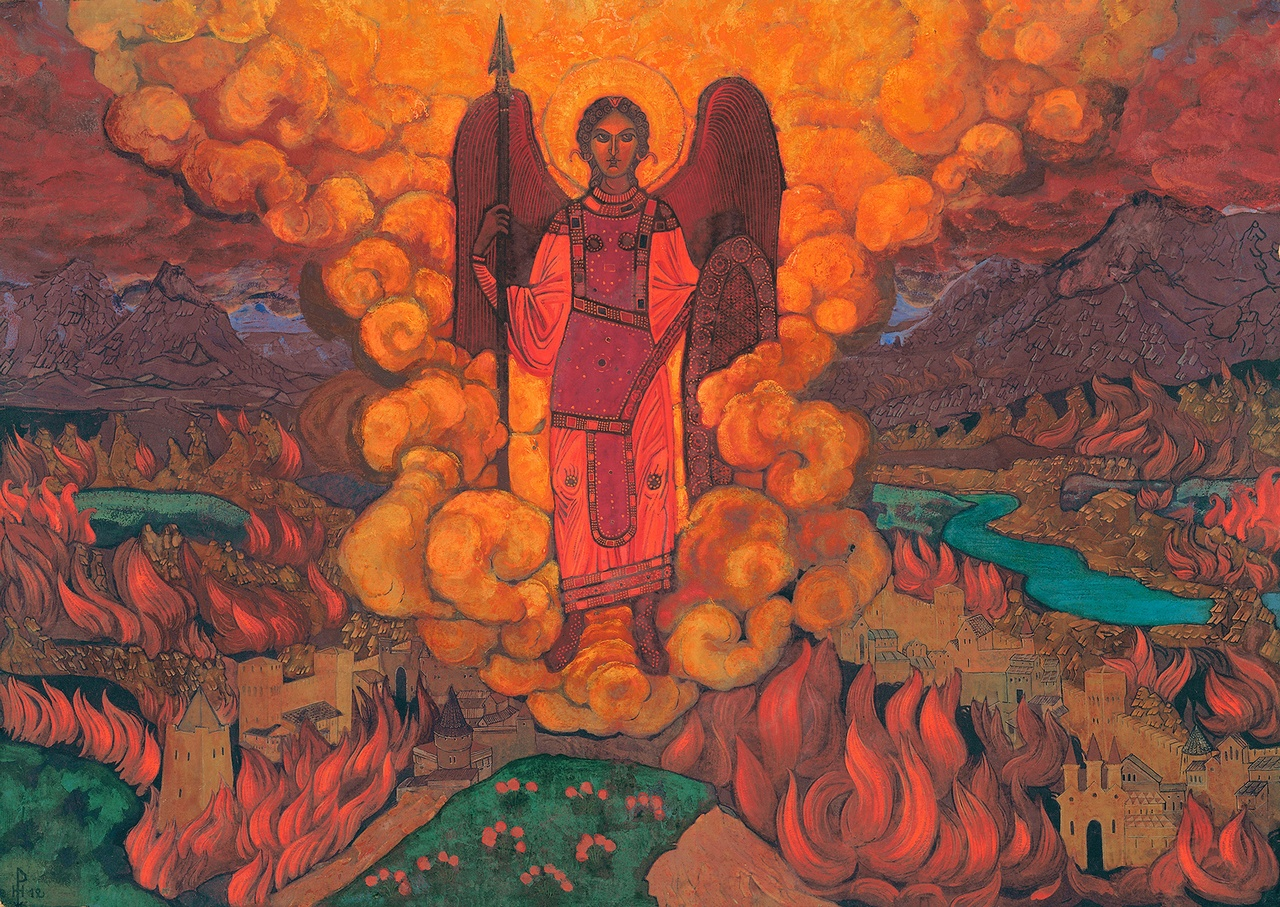
نگاره‌ای از از سندلفون در کتب یهودیت

سندلفون، (به انگلیسی: Sandalphon)،(به عبری: סנדלפון)،(به یونانی: Σανδαλφών)، یک فرشته بزرگ و مقرب در نوشته‌های مسیحی و یهودی می‌باشد.

سندلفون معمولاً شخصیتی برتر، در ادبیات سنتی یهودیت خاخامی و دوران آغازین مسیحیت، بیشتر در مدراش، تلمود و کابالا می‌باشد.